# 5990 Panticapaeon
Az 5990 Panticapaeon (ideiglenes jelöléssel 1977 EO) a Naprendszer kisbolygóövében található aszteroida. Nyikolaj Sztyepanovics Csernih fedezte fel 1977. március 9-én.